# Карлстадские соглашения

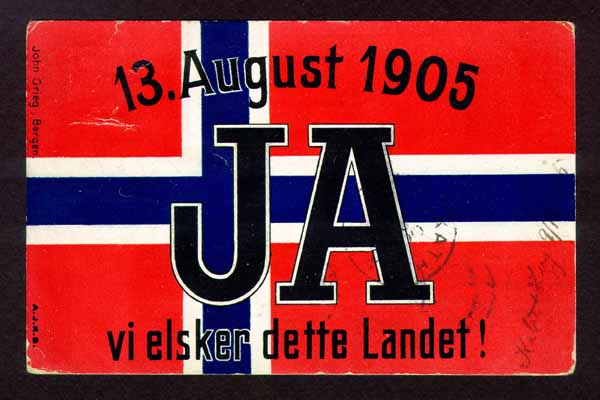
Почтовая марка времен референдума о независимости Норвегии. Надпись означает «Да, мы любим эту страну», национальный девиз Норвегии.

Карлстадские соглашения о расторжении Парламентом Норвегии Шведско-Норвежской унии под властью Династии Бернадоттов 7 июня 1905 года. После проведения 13 августа Норвежского референдума (англ. Norwegian union dissolution referendum, 1905), нескольких месяцев трений и страха надвигающейся войны между соседствующими странами, переговоры между двумя правительствами привели к признанию Швецией Норвегии как независимой Конституционной монархии 26 октября 1905 года. В тот день король Швеции Оскар II отозвал свои притязания на Норвежский трон, расторгнув таким образом Шведско-норвежскую унию. Вскоре после этого норвежский трон занял датский принц Хокон VII.